# Sonate pour piano no 10 de Scriabine
Pour les articles homonymes, voir Sonate pour piano (homonymie).
La Sonate pour piano no 10 op. 70 (souvent surnommée « Les insectes ») est une sonate du compositeur et pianiste russe Alexandre Scriabine. Elle fut composée durant l'été 1913, en même temps que les sonates 8 et 9.

## Composition
Par opposition au caractère démoniaque de la précédente sonate (« Messe noire »), celle-ci, d'une clarté presque aveuglante, est un hommage à la nature : 

« Les insectes sont nés du soleil qui les nourrit. Ils sont les baisers du soleil, comme ma 10e sonate qui est une sonate d'insectes. Le monde nous apparaît comme une entité quand nous considérons les choses de cette façon. »

La sonate est fortement chromatique et atonale, à l'instar des autres œuvres tardives de Scriabine, bien que probablement moins dissonante que la plupart de ses dernières compositions. Elle est caractérisée par de fréquentes trilles et tremolos.
L'atmosphère des pages d'introduction de la Dixième Sonate est floue et lointaine, comme un reflet impressionniste, tout en aspirant à une transcendance spirituelle. Les trilles contaminent rapidement la musique et dans les dernières pages ils sont transformés en une rythmique glorieuse, comme miroitant avec les impulsions de lumière rayonnante ou s'ils prenaient vie à la manière d'insectes. 
Contrairement à la plupart de ses autres sonates, le dixième suit la forme traditionnelle de la sonate. Elle s'ouvre avec quelques notes désolées, formant une gamme augmentée suivie d'une gamme diminuée. Ensuite, le compositeur avance un thème chromatique simple avant de revenir au thème d'ouverture. Scriabine présente alors les trilles lumineux qui se répandent dans le reste du morceau avant de proposer un troisième thème avec une mélodie chromatiquement décroissante. Suivant toujours la forme sonate, ces trois thèmes sont développés et croisés avant d'en venir à la récapitulation. Le final est une répétition de l'ouverture dans une forme plus tendue et lumineuse. 
Comme la plupart des sonates de Scriabine, ce morceau est extrêmement exigeant pour le pianiste autant techniquement que musicalement. 
Ses interprétations les plus célèbres sont dues à Vladimir Horowitz, Vladimir Sofronitsky ou encore Marc-André Hamelin.

## Discographie
- Alexander Scriabin, The complete piano sonatas, Ruth Laredo, piano, Nonesuch records, 1984, 1996.